# Mikael Tellqvist
Mikael Tellqvist, född 19 september 1979 i Sundbyberg, är en svensk före detta professionell ishockeymålvakt.

## Spelarkarriär
Mikael Tellqvist rankades under senare år som en av Sveriges bästa målvakter. Tellqvists moderklubb heter Järfälla HC. Hans karriär började i Djurgårdens IF som backup till Tommy Söderström, men när Söderström slutade valde DIF-ledningen att satsa på den unge Mikael Tellqvist. Det gav resultat då Tellqvist spelade hem 2 SM-guld till Djurgårdens IF och dessutom vann han Djurgårdsfansens hjärta. 2001 åkte han över Atlanten för att spela för NHL-laget Toronto Maple Leafs. De första säsongerna fick han dock till största delen tillbringa i farmarlaget St. John's Maple Leafs.
Under den andra säsongen i NHL blev han uttagen till VM 2003 som andremålvakt bakom Tommy Salo. Det var i den turneringen han fick sitt genombrott som landslagsmålvakt. I kvartsfinalen mot Finland låg Sverige under med 1-5 en bit in i andra perioden, när förbundskaptenen Hardy Nilsson valde att byta in Tellqvist. Tellqvist storspelade och var en stor orsak till att Sverige kunde vända matchen och vinna med 6-5. Därefter var han förstemålvakt i resten av turneringen och tog ett VM-silver.
Efter det fjärde året i farmarlaget St. John's blev han uppkallad till Toronto Maple Leafs till säsongen 2005/2006 som andremålvakt till Ed Belfour. Säsongen därefter skickades han dock ned till farmarlaget igen. Men i november 2006 bytte Toronto Maple Leafs bort Tellqvist till Phoenix Coyotes, mot Tyson Nash och en fjärderunda i draften 2007. Samma år var han med truppen som tog OS-guld 2006. I Phoenix var Tellqvist stundtals strålande (höll bland annat nollan två gånger) och han var under en tid förstemålvakt i laget. I slutet av säsongen gick det dock sämre och han avslutade säsongen som andremålvakt bakom Curtis Joseph. Samma öde väntade Tellqvist säsongen därpå, då han trots imponerande spel (åter två nollor) fortsatte agera andremålvakt bakom klubbens nya affischnamn Ilya Bryzgalov. I mars 2009 blev Tellqvist bortbytt till Buffalo Sabres.
1 maj skrev han på för Ak Bars Kazan i Ryska KHL för säsongen 09-10.
Den 7 juni 2011 meddelade Modo Hockey att Tellqvist har skrivit på ett kontrakt med dem inför säsongen 2011/2012. Den 14 maj 2012 blev det klart att Tellqvist skulle representera Dinamo Riga till och med säsongen 2013/2014 och därmed återvände till KHL. Den 12/5 2014 blev det klart att Tellqvist skrivit ett treårsavtal med Djurgårdens IF och han därmed återvände till svensk ishockey.
Den 2 november 2017 meddelade Tellqvist officiellt att han avslutar sin spelarkarriär.

## Meriter
- Årets rookie, elitseriesäsongen 1999/2000
- SM-guld 2000 med Djurgårdens IF
- SM-guld 2001 med Djurgårdens IF
- VM-brons 2001
- VM-silver 2003
- OS-guld 2006

## Klubbar
- Järfälla HC
- Djurgårdens IF
- Huddinge
- St. John's Maple Leafs
- Toronto Maple Leafs
- Phoenix Coyotes
- Buffalo Sabres
- Ak Bars Kazan
- Rauman Lukko
- Dinamo Riga
- Modo Hockey

### Fotnoter
1. ↑  https://www.aftonbladet.se/sportbladet/hockey/a/OR1vw/tellan-om-beslutet-har-kommit-tarar